# Щеглово (селище, Ленінградська область)
Щеглово (рос. Щеглово) — селище у Всеволожському районі Ленінградської області Російської Федерації.
Населення становить 3370 осіб. Належить до муніципального утворення Щегловське сільське поселення.

## Історія
Від 1 серпня 1927 року належить до Ленінградської області.

## Населення
| 2002 | 2007  | 2010  | 2012  | 2017  |
| ---- | ----- | ----- | ----- | ----- |
| 3111 | ↘3079 | ↘2943 | ↗3295 | ↗3370 |